# Arroio São Pedro
 (décembre 2016).
L'arroio São Pedro est une rivière brésilienne de l'État de Santa Catarina, et un affluent du rio Chapecó, donc un sous-affluent du le río Uruguay. Ses coordonnées de géolocalisation sont : 31° 45′ 50″ S, 52° 30′ 06″ O

## Géographie
Il parcourt le territoire de la municipalité d'Abelardo Luz avant de se jeter dans le rio Chapecó. Son cours s'étend sur environ 30 km.